# Gladiatrix (cómic)
Gladiatrix (Robin Braxton) es una superheroína ficticia que aparece en los cómics estadounidenses publicados por Marvel Comics, presentada por primera vez en 1986. Fue creada por Mike Carlin y Ron Wilson como una luchadora profesional súper fuerte y supervillana como parte de las Grapplers. Más tarde apareció en Capitán América y apareció en Civil War poniéndose del lado de la facción anti-registro.

## Historial de publicaciones
Gladiatrix apareció por primera vez en The Thing #33 (marzo de 1986) y fue creada por Mike Carlin y Ron Wilson.Más tarde apareció en varios números del primer volumen del Capitán América, primero en el número 352,y luego como parte de Superia Strategem.Fue incluida como un personaje "Anti-Registro" en la historia cruzada de 2006-07 Civil War.Las Grapplers recibieron una entrada en el apéndice del primer volumen de The Official Handbook of the Marvel Universe,y una entrada del equipo completo en el volumen dos con una sección para Gladiatrix. 

## Biografía ficticia
Al convertirse en luchadora profesional poco después de su juventud, Robin Braxton, ha estado luchando por su vida desde entonces. Ella obtuvo su fuerza mejorada actual a través de un aumento otorgado por Power Broker INC. Poco después abandonó su vida como luchadora y se convirtió en parte de las Grapplers.
Ellas se vieron obligadas a contener a Titania, que acababa de perder una batalla contra Battleaxe. Cuando los Grapplers se encontraron cara a cara con The Thing, Gladiatrix decidió permanecer en el lado bueno y lo ayudó, salvando el día.Más tarde, Gladiatrix intentó ser miembro de Los Vengadores, pero se le negó después de que casi se metió en una batalla con Ursa Major.
Luego ella aceptó unirse a los Femizons de Superia, convirtiéndose en una supervillana una vez más. Ella fue atacada por el Capitán América y Paladin, a quienes Gladiatrix logra capturar. Los héroes finalmente se rescataron y luego derrotaron a Gladiatrix.Más tarde se la vería asistiendo a la Expo Armas de A.I.M. en una isla protegida por el derecho internacional.

### Civil War
Sin embargo, durante el evento de la Guerra Civil, Gladiatrix eligió el lado de los héroes una vez más y se involucró con una pandilla que estaba firmemente en contra de la Ley de Registro de Superhéroes. Sus aliados incluyen, entre otros, Solo, Typeface y Battlestar. Ella es detenida cuando un escuadrón de S.H.I.E.L.D. entra en su escondite. Ella casi se escapa, siendo responsable de la periodista visitante Sally Floyd. Los escombros la derriban y Sally escapa sola.Más tarde se la ve en la prisión Zona Negativa, contenida en algún aparato de realidad virtual, rogando que alguien la ayude.Ella, junto con los otros héroes cautivos, fueron liberados por Hulkling.Las personas que liberó ayudaron al Capitán América en su lucha contra las fuerzas Pro-Registro. Ella no aceptó la oferta de amnistía.

## Poderes y habilidades
Gladiatrix tiene un grado de fuerza sobrehumana, durabilidad y resistencia. Es una luchadora hábil y formidable en el combate cuerpo a cuerpo.

## Versiones alternativas
Una versión de Gladiatrix apareció en el número 4 de World War Hulk: Front Line, que representa una realidad alternativa de la historia de World War Hulk. El mundo fue identificado como "Tierra-71143" en el Multiverso de Marvel Comics.